# مطار نانتونغ شينغ دونغ
مطار نانتونغ شينغ دونغ (بالإنجليزية: Nantong Xingdong Airport) (إياتا: NTG، إيكاو: ZSNT) يقع في مدينة نانتونغ في جمهورية الصين الشعبية. صنف مطار نانتونغ شينغ دونغ في المرتبة الخامسة والتسعون في الصين من حيث عدد الركاب عام 2011 وفقًا لإدارة الطيران المدني في الصين، حيث تعامل مع 249,494 راكب، وبلغ إجمالي حركة الطائرات (القادمة والمغادرة) 27,538 طائرة وقد بلغت كمية البضائع المنقولة عبر المطار 6,497 طن.

## شركات الطيران والوجهات
| شركـات طيـران             | الوجهات |
| ------------------------- | --- |
| طيران الصين               | مطار بكين العاصمة الدولي، مطار بكين داشينغ الدولي |
| Air Travel ‏               | مطار هايلار دونغشان، مطار كونمينغ جانغشوي الدولي |
| خطوط شرق الصين الجوية     | مطار تشانغشا هوانغوا الدولي، مطار شيان شيانيانغ الدولي |
| خطوط جنوب الصين الجوية    | مطار قوانغتشو باييون الدولي |
| Colorful Guizhou Airlines | مطار قوييانغ لونغدونغابو الدولي، مطار هوانغشان تونشي الدولي |
| Donghai Airlines          | مطار تشانغتشون الدولي، مطار تشانغشا هوانغوا الدولي، مطار جينغديو الجديد، مطار تشونغتشينغ جيانغبى الدولي، مطار قوييانغ لونغدونغابو الدولي، مطار هايكو ميلان الدولي، مطار هانتشونغ جهينغو، مطار كونمينغ جانغشوي الدولي، مطار نانتشانغ تشانغبى الدولي، مطار جينجيانغ تشيوانتشو، مطار سانيا فينيكس الدولية، مطار شينزين باوان الدولي، مطار تيانجين الدولي، مطار شينينغ الدولي، مطار ييتشانغ سانشيا، مطار تشنغتشو الدولي، مطار تشوهاى سانزو                                                                      |
| Fuzhou Airlines           | مطار فوتشو تشانغله الدولي |
| Hebei Airlines            | مطار بكين داشينغ الدولي، مطار فوتشو تشانغله الدولي، مطار شيجياتشوانغ تشنغدينغ الدولي |
| خطوط جونياو الجوية        | مطار داليان الدولي، مطار ونزهو يونجقيانج الدولي |
| Qingdao Airlines          | مطار تشانغتشون الدولي، مطار جينجيانغ تشيوانتشو |
| Ruili Airlines            | مطار داليان الدولي، مطار كونمينغ جانغشوي الدولي، مطار نانينغ الدولي، مطار شنيانغ الدولي، مطار شيشوانغباننا غاسا، مطار زوني شينزهو |
| خطوط شينزين الجوية        | مطار بكين العاصمة الدولي، مطار تشنغدو شوانغليو الدولي، مطار تشونغتشينغ جيانغبى الدولي، مطار داليان الدولي، مطار قوانغتشو باييون الدولي، مطار قويلين يانغ جيانغ الدولي، مطار هاربين الدولي، مطار هونغ كونغ الدولي، مطار ميانيانغ نانيجو، مطار نانينغ الدولي، مطار غينغادو جياودونغ الدولي، مطار جينجيانغ تشيوانتشو، مطار سانيا فينيكس الدولية، مطار شنيانغ الدولي، مطار شينزين باوان الدولي، مطار تاييوان وسو الدولي، مطار تيانجين الدولي، مطار شيامن قاوتشي الدولي، مطار ينتشوان خه دونغ، مطار تشوهاى سانزو |
| خطوط سيتشوان الجوية       | مطار جينغديو الجديد، مطار ووهان الدولي |
| سبرينغ (شركة طيران)       | مطار جييانغ شاوشان، مطار يانتاي جاوشوي الدولي |
| طيران التبت               | مطار لاسا الدولي |
| خطوط زيامن الجوية         | مطار فوتشو تشانغله الدولي، مطار هوهوت بايتا الدولي |